# Aspret-Sarrat
 Aspret-Sarrat  là một xã thuộc tỉnh Haute-Garonne trong vùng Occitanie ở tây nam nước Pháp. Xã nằm ở khu vực có độ cao trung bình 400 mét trên mực nước biển.